# Salzburger Verein (Ostpreußen)
Der Salzburger Verein wurde 1911 von Nachfahren der Salzburger Exulanten in Ostpreußen gegründet.

## Geschichte
Die Große Pest hatte die Gegend um Gumbinnen, heute Gussew, verwüstet. 1732 holte Friedrich Wilhelm I. deshalb Salzburger Glaubensflüchtlinge in diesen östlichsten Teil des Königreichs Preußen. Für den wirtschaftlichen Aufbau und die Fortentwicklung des Landes hatten sie große Bedeutung. So gründeten Nachkommen den Salzburger Verein am 22. Februar 1911 in der Salzburger Kirche in Gumbinnen.
Der Verein bestand bis zum Ende des Zweiten Weltkrieges und wurde am 16. Mai 1954 von Horst-Günter Benkmann in Bielefeld wiederbegründet. Die Salzburger Landesregierung übernahm die Patenschaft.
Der Verein will die Verbindung nach Gussew erhalten und ausbauen und die Genealogie der Nachkommen salzburgischer Emigranten fördern.

## Präsidenten
- Martin Modricker (1954)
- Horst Joachim Boltz (1964)
- Horst-Günter Benkmann (1978)
- Gerd Obersteller (1989)
- Wolfgang Neumann (1998)
- Jürgen Schroeter (2007)
- Margrit Kempken (2019)

## Landesgruppen
- Bayern
- Berlin/Brandenburg
- Bremen
- Hamburg/Schleswig-Holstein/Nordniedersachen
- Hessen/Thüringen
- Mecklenburg-Vorpommern
- Niedersachsen, Hannover
- Rheinland
- Sachsen